# Athyrium yakuinsulare
Athyrium yakuinsulare är en majbräkenväxtart som beskrevs av Kurata. Athyrium yakuinsulare ingår i släktet Athyrium och familjen Athyriaceae. Inga underarter finns listade.